# Lepthyphantes dilutus
Lepthyphantes dilutus este o specie de păianjeni din genul Lepthyphantes, familia Linyphiidae. A fost descrisă pentru prima dată de Thorell, 1875.
Este endemică în Sweden. Conform Catalogue of Life specia Lepthyphantes dilutus nu are subspecii cunoscute.